# Йоганн Альбрехт Ейлер
Йоганн Альбрехт Ейлер (нім. Johann Albrecht Euler; 27 листопада 1734, Санкт-Петербург — 17 вересня 1800, Санкт-Петербург) — російський астроном і математик швейцарського походження.

## Біографія
Йоганн Альбрехт Ейлер був старшим із 13 дітей швейцарського математика Леонгарда Ейлера та Катаріни Гзелль. Народився у Санкт-Петербурзі, де його батько працював при Петербурзькій академії наук. У 1741 році Йоганн Альбрехт разом із родиною переїхав із Санкт-Петербурга до Берліна, де його батько почав навчати його наук.
Восени 1754 року Берлінська академія наук прийняла Йоганна Альбрехта Ейлера дійсним членом. У тому ж році він отримав премію Геттінгенського товариства наук. У 1758 році йому було доручено керівництво Берлінською обсерваторією. Невдовзі Ейлер здобув звання професора й у 1766 році повернувся до Росії, знову оселившись у Санкт-Петербурзі.
Прийняття Йоганна Альбрехта до Петербурзької академії наук було однією з умов повернення до Росії його батька, Леонгарда Ейлера, і в 1769 році Йоганна Альбрехта призначили постійним секретарем Академії. Крім того, у 1776 році він став педагогічним директором царського кадетського корпусу, а в 1799 йому присвоїли чин статського радника. Йоганн Альбрехт Ейлер був членом академій Берліна, Геттінгена (з 1779), Мюнхена, Санкт-Петербурга, Стокгольма, Фліссінгена та Парижа. Він опублікував кілька праць, зокрема з астрономії.
Йоганн Альбрехт Ейлер помер у Санкт-Петербурзі 17 вересня 1800 року, у віці майже 66 років.
27 квітня 1760 року він одружився з Анною Шарлоттою Софі Гагемейстер, донькою придворного радника Пауля Рудольфа Гагемайстера (1694—1777). Їхня донька Шарлотта одружилась з математиком Якобом II Бернуллі, інша дочка, Альбертина, — з математиком Ніколаусом Фуссом.